# Volkswagen
Volkswagen (/ˈfɔlksˌvaˑɡən/), a volte siglata VW, è una casa automobilistica tedesca, marchio fondatore del gruppo Volkswagen.

## Storia e produzione
La Volkswagen, vocabolo che in tedesco significa letteralmente vettura del popolo, nacque sotto la dittatura nazionalsocialista di Adolf Hitler, nel 1937, per suo volere. Negli anni trenta, infatti, Hitler voleva far realizzare un'automobile che potesse essere in grado di motorizzare il popolo tedesco di classe meno abbiente. L'incarico di realizzarne il progetto venne affidato all'ingegnere Ferdinand Porsche, titolare dell'omonimo studio di progettazione nato nel 1931, col diktat di creare un'auto compatta, economica, semplice e robusta, facile da costruire in grande serie ed economicamente accessibile.
Nel 1936 vennero presentati tre prototipi (due berline e una cabriolet) al Führer, che diede ordine di trovare un luogo dove far sorgere la fabbrica per la produzione dell'auto del popolo. Si scelse un sito dove sarebbe stata costruita una nuova città attorno allo stabilimento, la futura Wolfsburg, in Bassa Sassonia, non molto distante da Hannover. La cerimonia di posa della prima pietra, presieduta da Hitler, si svolse nel 1938, ma poco tempo dopo lo scoppio della Seconda guerra mondiale costrinse a convertire il progetto Typ 1 da civile a militare. Nacquero così le Kübelwagen (auto-tinozza), usate come mezzo di trasporto leggero dagli ufficiali della Wehrmacht e la "Schwimmwagen" (l'auto che nuota, ovvero anfibia).

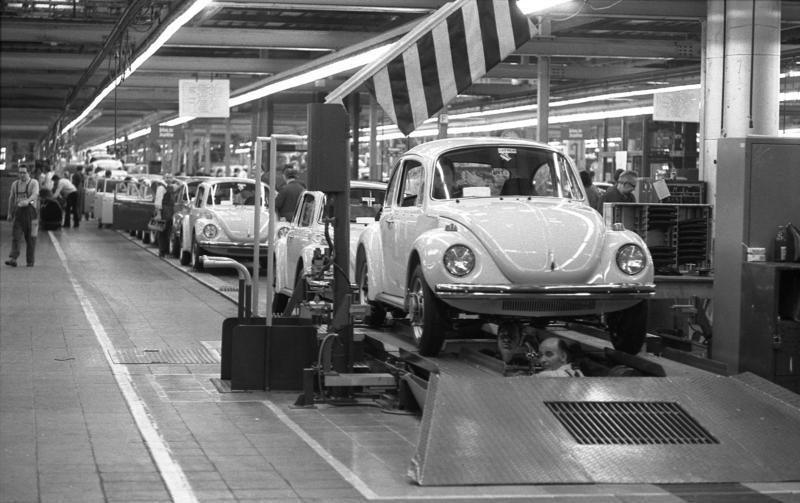
La catena di montaggio del Maggiolino (gennaio 1973)

Terminato il conflitto, grazie all'iniziativa di Ivan Hirst, maggiore dell'esercito inglese, e di Ferdinand Anton Porsche (figlio di Ferdinand), la fabbrica della Volkswagen venne riaperta. La direzione fu affidata a Heinz Nordhoff, ed il modello progettato nell'anteguerra, opportunamente aggiornato, entrò finalmente in produzione e fu immesso sul mercato con il nome commerciale di Volkswagen 1200, meglio conosciuto come Maggiolino (oppure Käfer, Beetle o Coccinelle, a seconda della lingua dei paesi di commercializzazione). Il successo fu letteralmente immenso.
Dal Maggiolino derivarono altri modelli di successo: il Typ 2, un veicolo commerciale di dimensioni medie, meglio noto successivamente come Transporter nella versione furgone e Microbus nella versione per trasporto passeggeri, e le vetture sportive Typ 83 (meglio note come Karmann-Ghia Coupé e Cabriolet).
Gli anni sessanta furono dedicati a ricercare un'erede al Maggiolino, in produzione da quasi vent'anni, che non ne rinnegasse l'impostazione tecnica. Vennero così introdotte le 1500/1600 e 411/412, che riscossero però un successo scarsissimo. Fu effettuato un primo tentativo di berlina media a trazione anteriore e motore raffreddato ad acqua, proponendo la K 70 (in realtà il progetto era di origine NSU e venne adottato quando la marca venne annessa alla VW); questa iniezione di un modello esterno ai canoni VW, per di più antiquato per i ritardi dovuti ai dissesti della NSU, rendevano la K70 un'auto poco competitiva sul mercato, infatti le vendite basse fecero sospendere le consegne dopo pochissimi anni di listino (dal 1971 al 1974). Intanto il Maggiolino, visto l'insuccesso degli altri modelli, proseguì la sua brillante carriera. Vennero apportate, tra l'altro, importanti modifiche stilistiche sia alla versione berlina che a quella cabriolet: in questi anni l'auto veniva chiamata comunemente con l'accrescitivo Maggiolone.
All'inizio degli anni settanta, comunque, non era ancora stata creata una degna erede del Maggiolino. Nel frattempo la casa tedesca era entrata in piena crisi finanziaria ed era urgentemente necessaria una nuova gamma di modelli, basati sulla trazione anteriore e contraddistinti per lo più da un design personale. Si decise così di affidarsi all'estro stilistico del giovane Giorgetto Giugiaro. Dalla sua "matita" vennero fuori veri successi, come la berlina media Passat (1973), erede della K 70, la coupé Scirocco (1974) e l'utilitaria Polo (1975). La vettura Volkswagen più riuscita del designer torinese è però la Golf, berlina compatta presentata nel 1974 come la tanto agognata erede del Maggiolino. Quest'ultimo, invece, venne assemblato in Europa fino al 1978, anno in cui la produzione fu confinata al Sudamerica. Nel 1979 furono presentate la Golf Cabriolet (realizzata dall'austriaca Karmann) e la Jetta, una berlina considerabile come versione a 3 volumi della Golf, con modifiche al frontale.

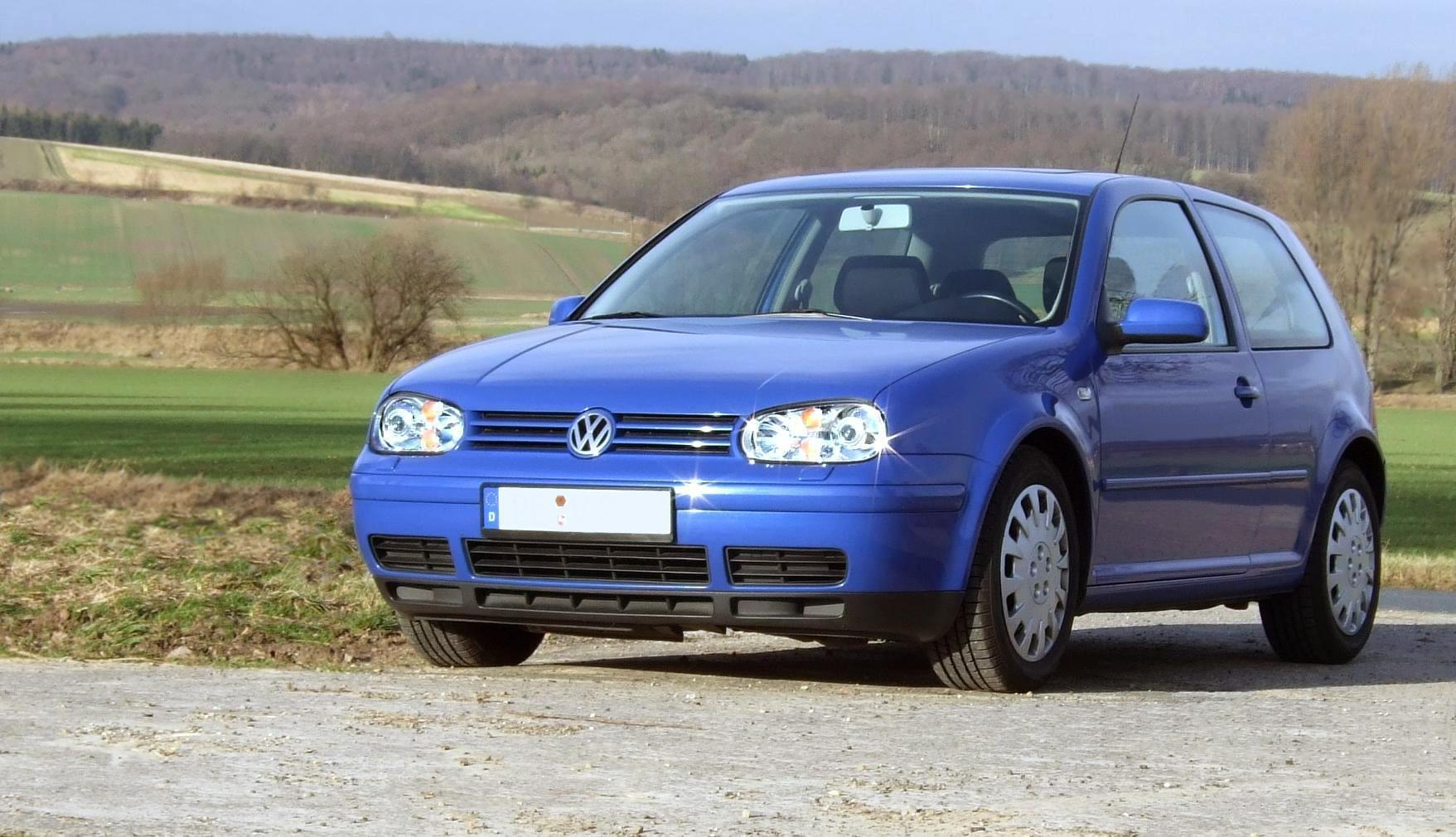
La Volkswagen Golf (quarta serie)

Negli anni ottanta uscirono le nuove generazioni dei modelli introdotti nel decennio precedente, centrando nuovamente il successo. Sul finire del decennio il nome Scirocco lasciò il posto a quello di Corrado per la terza generazione delle vetture coupé.
Negli anni novanta la gamma fu estesa con l'introduzione della citycar Lupo nel 1998 (gemella della SEAT Arosa con cui condivideva il pianale), delle versioni familiari, denominate Variant, di Golf (1994) e Polo (1997) e della monovolume di grosse dimensioni Sharan nel 1995, realizzata con un progetto comune con la Ford (era infatti gemella della Ford Galaxy prima serie). Il nome Jetta, invece, a causa dello scarso successo commerciale della vettura in Europa, fu cambiato e lasciò il posto a quello di Vento prima, per la terza serie della vettura (1992), e Bora poi, per la quarta serie (1999). Nel 1992 la terza generazione della Golf guadagna il premio di Auto dell'anno. Ma la novità più interessante in questi anni fu sicuramente la nascita della New Beetle, edizione in chiave moderna del leggendario Maggiolino, che fece il suo debutto nel 1998 negli Stati Uniti, mentre in Europa fu commercializzata dall'anno successivo. Rispetto al Maggiolino, la New Beetle nasce come auto di classe medio/alta ed è basata sulla Golf, però non è riuscita ad emulare l'incredibile successo di vendite dell'antenata. Ai vertici della Volkswagen, nel frattempo, Hahn lascia il posto a Ferdinand Piëch (1993), nipote di Ferdinand Porsche. Nel 1997 inizia lo sviluppo della W12, una concept car ad alte prestazioni che stabilirà numerosi record di velocità, ma che non avrà poi un seguito produttivo.

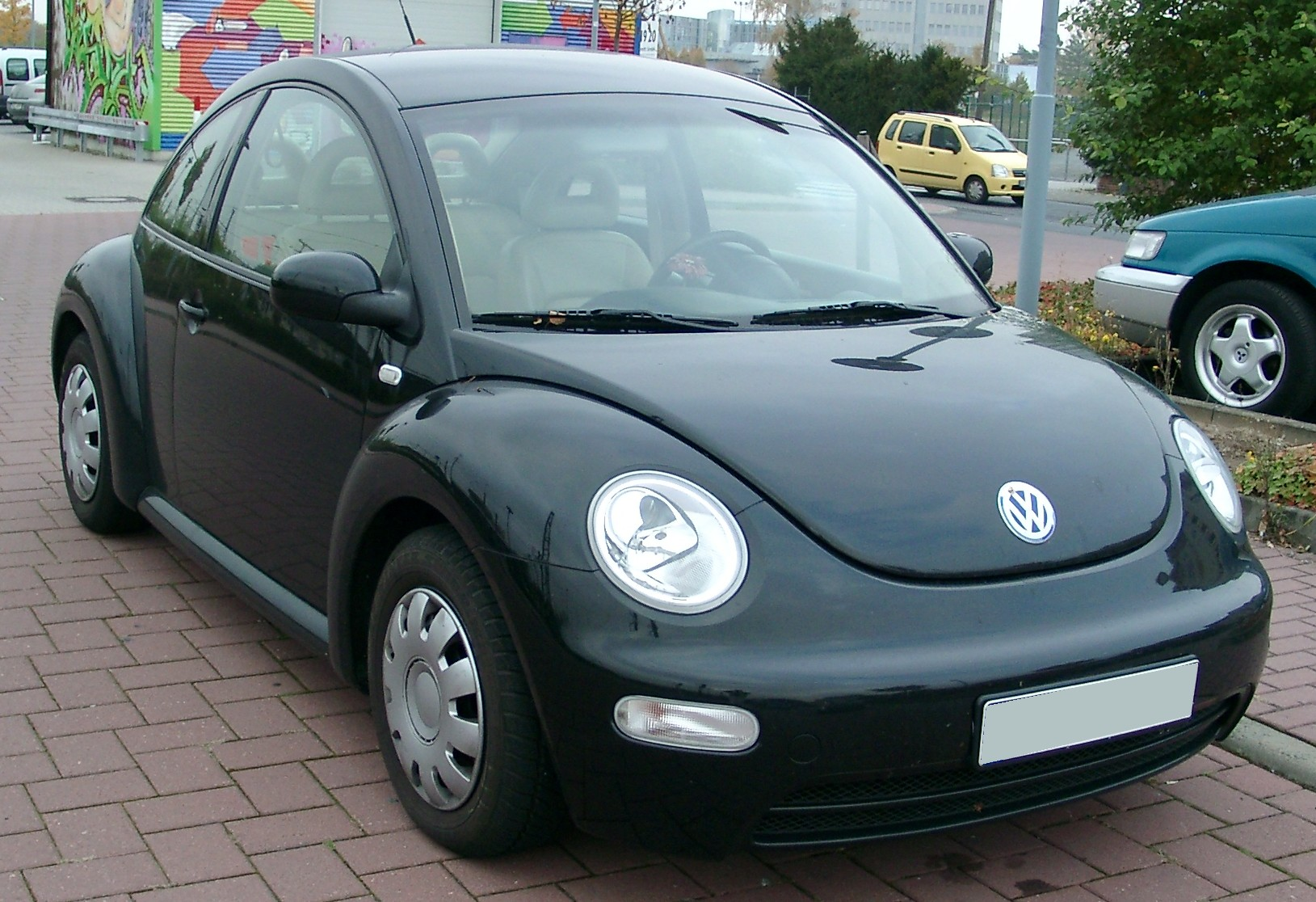
La New Beetle del 1999

Nel 2000 vengono introdotti i propulsori turbodiesel TDI con tecnologia iniettore-pompa e diventano di serie per tutti i modelli ABS e doppio airbag, mentre nel 2001 debutta il motore a benzina FSI ad iniezione diretta. Nel 2002 nasce l'ammiraglia Volkswagen Phaeton, che condivide il pianale con l'Audi A8, ammiraglia dell'Audi. Nello stesso anno, Ferdinand Piëch lascia la presidenza nelle mani di Bernd Pischetsrieder, già in passato presidente della BMW. 

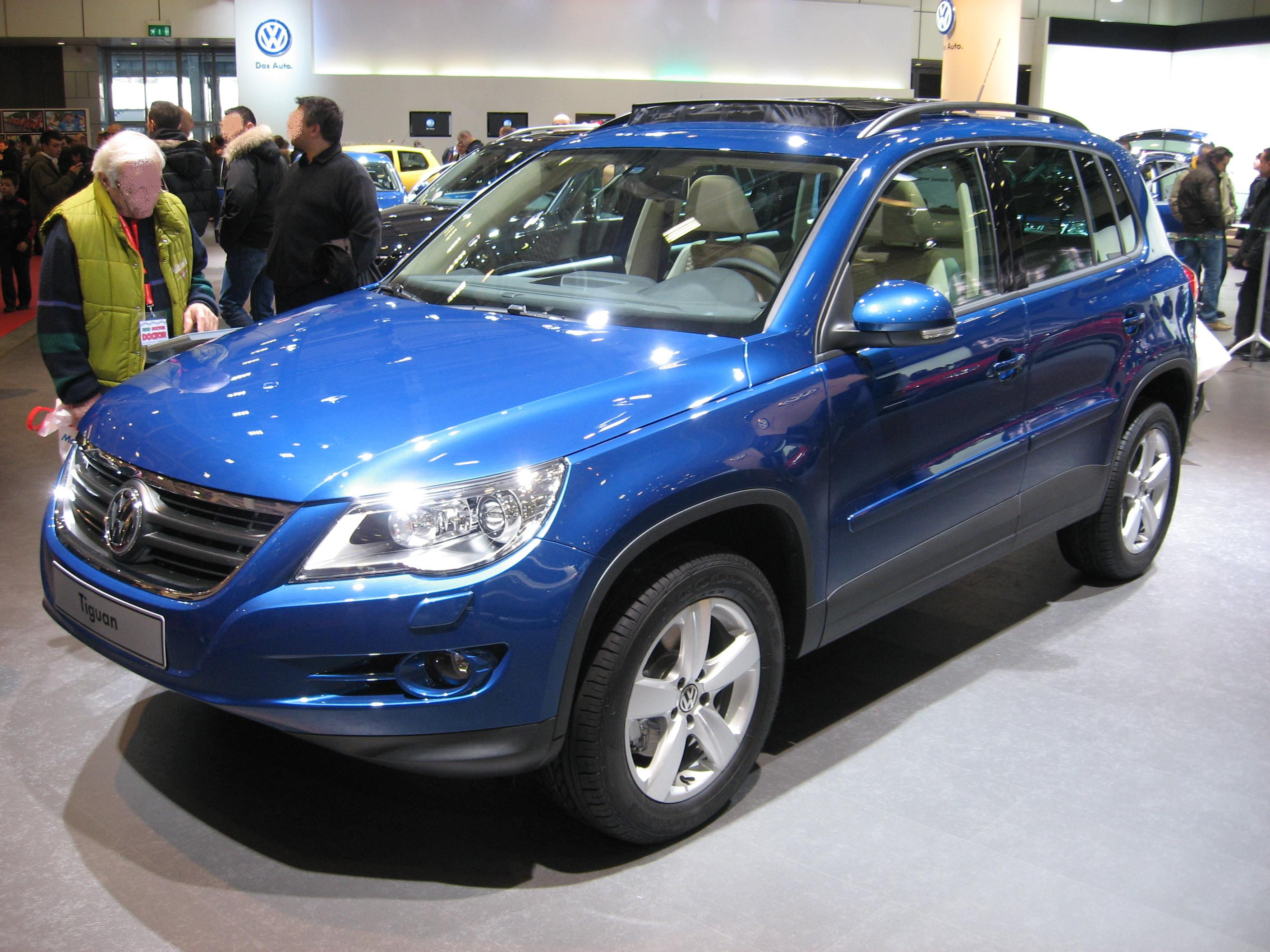
La Tiguan del 2008

Seguendo l'andamento del mercato e delle tendenze, l'anno seguente la Volkswagen crea un SUV denominato Touareg, realizzato su una base meccanica in comune con l'Audi Q7 che verrà poi sfruttata anche dall'alleata Porsche per la realizzazione del Cayenne. Sempre nel 2003, la casa di Wolfsburg presenta la versione cabriolet della New Beetle, e la monovolume media a 7 posti Touran, oltre alla quinta generazione della Golf e alla sesta della Passat. Nel 2005 la casa commercializza la Fox, citycar che va a sostituire la Lupo (che non aveva ottenuto il successo sperato), e successivamente, dopo due anni in cui la Golf quinta serie aveva riscosso un successo commerciale inferiore alle aspettative, il prezzo viene riposizionato e ne vengono lanciate alcune varianti di carrozzeria: la Golf Plus (versione monovolume), la Jetta, (versione a tre volumi con il ripristino del nome originale per la sua quinta serie) e la Eos, una versione coupé-cabriolet (quest'ultima nel 2006).
Nel 2007 debuttano i propulsori TSI twincharged, le versioni Cross (con impostazione fuoristradistica ma senza trazione integrale) di Polo, Golf e Touran, la tecnologia di motori a impatto ambientale ridotto Bluemotion, sviluppata assieme a Mercedes-Benz, il SUV compatto Tiguan, di dimensioni minori rispetto al Touareg e realizzato anch'esso su base Golf, e le concept car "Up!" e "Space Up!". Agli inizi del 2007, ai vertici della Volkswagen Martin Winterkorn sostituisce Pischetsrieder.
Al Salone di Detroit nel 2008 è stata presentata la Passat CC, una grande berlina-coupé a 4 porte, e la nuova edizione della Scirocco, anch'essa realizzata su base Golf. Quest'ultima, verso la fine del 2008, è giunta alla sesta generazione. Nel 2009 è uscita la quinta serie della Polo, che è stata eletta Auto dell'anno nel 2010, diventando la seconda vettura VW a guadagnare il premio, dopo la Golf III nel 1992.
Nel 2011 la casa di Wolfsburg presenta il nuovo Beetle, più sportivo e filante del precedente, riproponendo in parte le linee della prima auto prodotta dal gruppo nel 1937, e la up!, innovativa super utilitaria derivata dalla concept presentata precedentemente, erede della Fox.
Ad agosto 2024 ha registrato un calo delle vendite pari al 18.8% e una quota di mercato europea scesa all'11%.

## Sponsorizzazioni

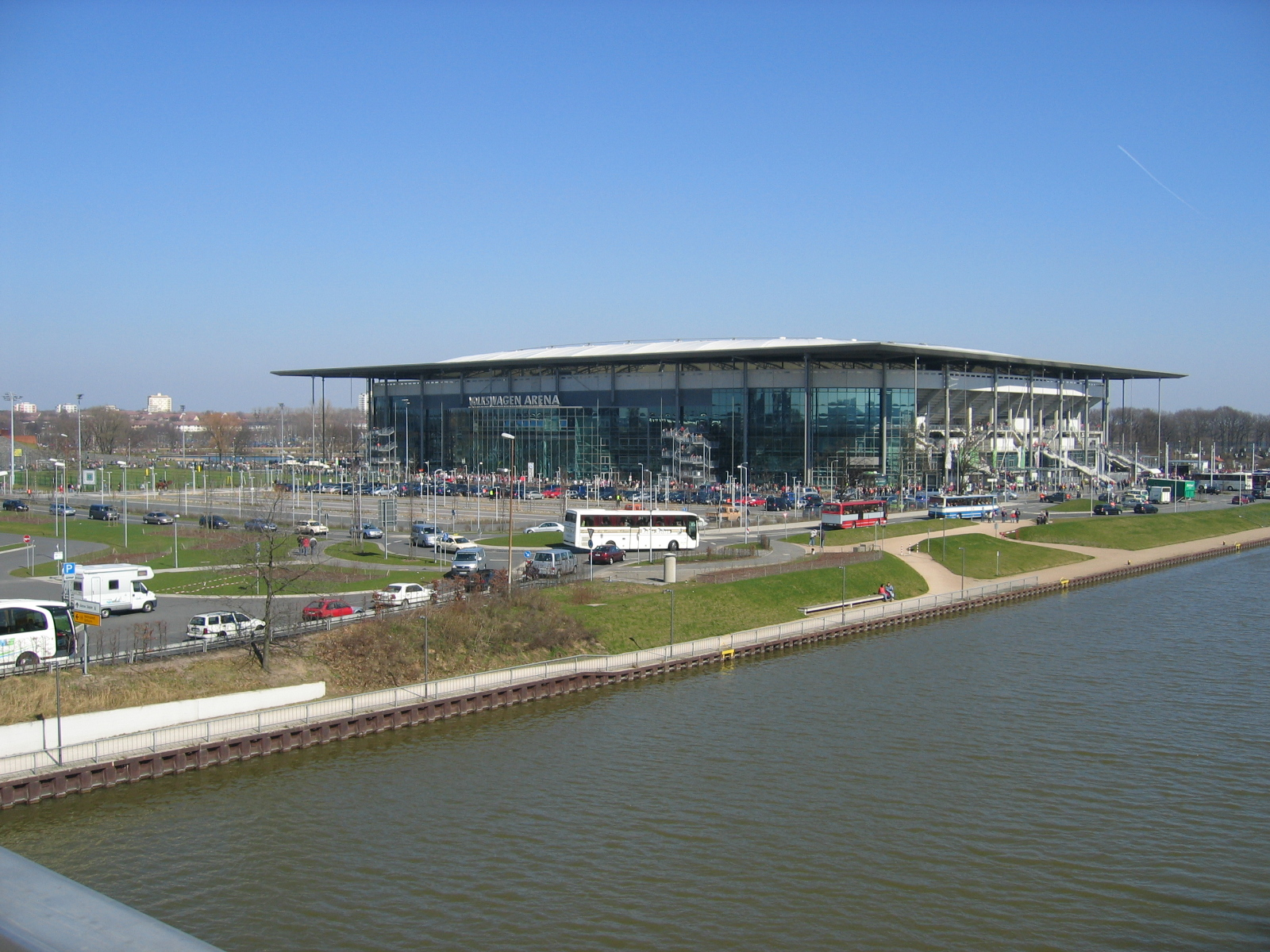
Lo stadio del, denominato Volkswagen-Arena

Volkswagen è sponsor della squadra di calcio Wolfsburg ed è stata sponsor anche del Napoli e della Roma. Ha sponsorizzato inoltre la Nazionale di calcio dell'Italia, e sponsorizza ogni anno la Partita del cuore, giocata dalla Nazionale italiana cantanti. Il 24 settembre 2014 diventa partner istituzionale e official automotive partner della Fiorentina.